# Pesovár Ernő
Pesovár Ernő (Herend, 1926. szeptember 5. – Budapest, 2008. március 2.) tánctörténész, néptánckutató.

## Életpályája
1926. szeptember 5-én született a Veszprém vármegyei Herenden. A Veszprémi piarista gimnáziumban kezdte tanulmányait, Ferenc nevű testvérével együtt már a gimnázium néptáncegyüttesében táncolt. 1946-ban a Budapesti Egyetem bölcsészettudományi karára jelentkezett, ahol 1951-ben szerzett muzeológusi oklevelet Ortutay Gyula, Vargyas Lajos, Tálasi István és Vajda László tanítványaként és még ez évtől a makói, kőszegi és balassagyarmati múzeumokban dolgozott mint néprajzos muzeológus. A makói József Attila Múzeumban 1950–1951 között kinevezett igazgatóként tevékenykedett. 1952-től lett a Népművészeti Intézet néptáncgyűjtő részlegének vezetője, 1959-től pedig a Magyar Néprajzi Múzeum Népzenei Osztályának munkatársa lett. 1959–1978 között művészeti vezetője és koreográfusa is volt a szombathelyi Ungaresca Táncegyüttesnek. 1960–1970 között részt vett a német, holland, svéd néptáncmozgalom szervezésében is. 1970-től az MTA Népzenekutató Csoport munkatársa, 1974-től nyugdíjazásáig az MTA Zenetudományi Intézetének főmunkatársa, 1983–1988 között pedig a vezetője volt, közben 1987-ben kandidátusi címet is szerzett. A Népművelési Intézet oktatóképző tanfolyamain tanított, majd 1970–1971 és 1975–1976 között a kölni és drezdai tanári táncakadémián, 1974-ben Kubában. Évekig tanított a szombathelyi Berzsenyi Dániel Főiskolán, 1980–1989 között elnöke volt az Amatőr Néptáncosok Országos Tanácsának is. 1984-től meghívott előadó a Magyar Táncművészeti Főiskola és az ELTE Néprajzi Tanszékén. 1990–2000 között a Muharay Elemér Népművészeti Szövetség elnöke majd 2000-től tiszteletbeli elnöke volt.
Mint a Magyar Állami Népi Együttes szaktanácsadója élete végéig aktívan rész vett a tánc- és zenei folklór továbbörökítése formai-, tartalmi szempontjainak alakításában.
82 évesen, 2008. március 2-án Budapesten, érte a halál.

## Munkássága
Kutatási területe volt a magyar- és európai táncfolklór, azon belül rendszerezéssel, formatannal, tánctörténettel, az új táncstílussal, páros táncokkal foglalkozott. Tánckritikusként is működött. 5 könyve és körülbelül 150 írása jelent meg. Cikkei, tanulmányai az Ethnographia, a Néprajzi Értesítő, az Acta Ethnographica című szakfolyóiratokban, a Tánctudományi Tanulmányok, a Táncművészeti Értesítő, az IFMC-évkönyv című kiadványokban jelentek meg.
Martin Györgyhöz fűződő szoros barátságban, valamint generációjának több tagjával együttműködve alkották meg azt a tudásbázist, amely a 20. század hagyományőrző népművészeti mozgalmainak elméleti alapjává és építőkövévé vált itthon és külföldön egyaránt. Az alkotócsoport tagjai voltak még testvére Pesovár Ferenc, valamint Andrásfalvy Bertalan, Borbély Jolán, Lányi Ágoston, Maácz László is.

## Főbb művei
- Somogyi táncok; szerk. Morvay Péter, Pesovár Ernő; Művelt Nép, Bp., 1954
- Timár Sándor: Sári tustoló / Pesovár Ernő: Körverbunk; összeáll. Sz. Szentpál Mária; Gondolat, Bp., 1966 (Néptáncosok kiskönyvtára)
- Györgyfalvay Katalin: Páros tánc; zene Gulyás László / Pesovár Ernő: Leánytánc Bartók zenéjére; zene Bartók; ill. Vincze Lajos, táncleírások Szentpál Mária; NPI, Bp., 1970 (Együtteseink) műsorából
- Vas megyei táncoktatók kézikönyve / Pesovár Ernő: Tánctörténeti emlékek Vas megyéből / Horváth János: Útmutató néptánccsoport-vezetőknek; Vas megyei Népművelési Tanácsadó, Szombathely, 1971
- A magyar tánctörténet évszázadai. Szöveggyűjtemény; NPI, Bp., 1972 (Néptáncpedagógusok kiskönyvtára)
- Pesovár Ernő–Lányi Ágoston: A magyar nép táncművészete. Néptánciskola, 1-2.; közrem. Szentpál Mária; NPI, Bp., 1975
- A tánc költészete (Szombathely, 1982)
- Magyar táncművészet; szerk. Kaposi Edit, Pesovár Ernő; Corvina, Bp., 1983 (angolul, németül is)
- Lányi Ágoston–Martin György–Pesovár Ernő: A körverbunk története, típusai és rokonsága; táncírás Szőkéné Károlyi Annamária; Zeneműkiadó, Bp., 1983 (Népzene, néptánc, táncház)
- Halmos István–Lányi Ágoston–Pesovár Ernő: Vas megye tánc- és zenei hagyománya (Szombathely, 1988), ISBN 963-019-336-1
- Tánchagyományunk történeti rétegei; táncábrázolások Töreki Ferencné, fotó Pesovár Ernő; BDTF, Szombathely, 1994 (A Berzsenyi Dániel Tanárképző Főiskola Testnevelés- és Sporttudományi Intézetének kiadványai)
- Pesovár Ernő–Lányi Ágoston: A magyar nép táncművészete. Néptánciskola; 2. jav. kiad.; Magyar Művelődési Intézet Néptáncosok Szakmai Háza, Bp., 1995
- A magyar páros táncok (Budapest, 1997), ISBN 963-9014-16-8
- Tánchagyományunk történeti rétegei (Szombathely, 2003), ISBN 963929084X
- A magyar tánctörténet évszázadai. Írott és képi források; képvál., utószó Nagy Zoltán; Hagyományok Háza, Bp., 2003 ISBN 9638643706

## Kitüntetései
- Kiváló Népművelő (1975)
- Népek barátsága díj (1978)
- Pro Cultura Comitatus Vas (1980)
- Erkel-díj (1985)
- Életfa díj (1989)
- Kossuth díj (1992)
- Vas megyéért díj (1993)
- Címzetes főiskolai tanár (1996)
- Muharay díj (1996)
- Életműdíj a magyar táncművészetért (1998)
- Magyar Köztársasági Érdemrend Középkeresztje (polgári tagozat) (2006)
- Vas megye Közgyűlés elnökének emlékérme (2006)